# Арбитраж ad hoc
Арбитраж ad hoc — разновидность арбитража (для данного случая), который, в отличие от институционного (постоянно действующего, в определённом месте, по определённым правилам), создаётся сторонами для рассмотрения возникшего конкретного спора.
Для арбитража ad hoc обычно предусматривается в контракте процедура выбора отдельных арбитров (арбитра) для разрешения конкретного спора, в отличие от выбора институционного (постоянного арбитражного учреждения) арбитража, когда стороны выбирают изначально учреждение и уже затем — арбитра. Например, стороны могут согласовывать процедуру создания арбитража для рассмотрения данного спора путём выдвижения каждой стороной по арбитру и назначения председателя на основе консенсуса или поручить его назначение третьему лицу (организации). Наиболее универсальным документом, регулирующим функционирование арбитража ad hoc (если стороны не договорились об ином порядке) является арбитражный регламент ЮНСИТРАЛ (документ рекомендательного характера)
При арбитраже ad hoc, если стороны решили предусмотреть арбитраж данного типа, рекомендуется в контракте предусмотреть процедуру заранее либо ссылку в контракте на конкретный универсальный источник (включительно вышеуказанный арбитражный регламент). Данный регламент позволяет до минимума сократить процедурные споры и обеспечить выход из тупика в том случае, если стороны затягивают ведение процесса арбитром.